# Centrum-Moschee Rendsburg

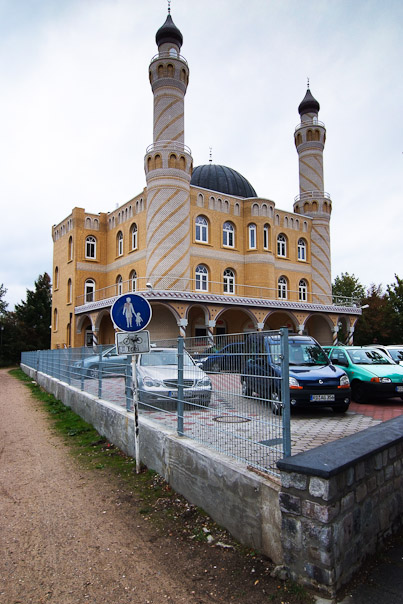
Rendsburger Moschee

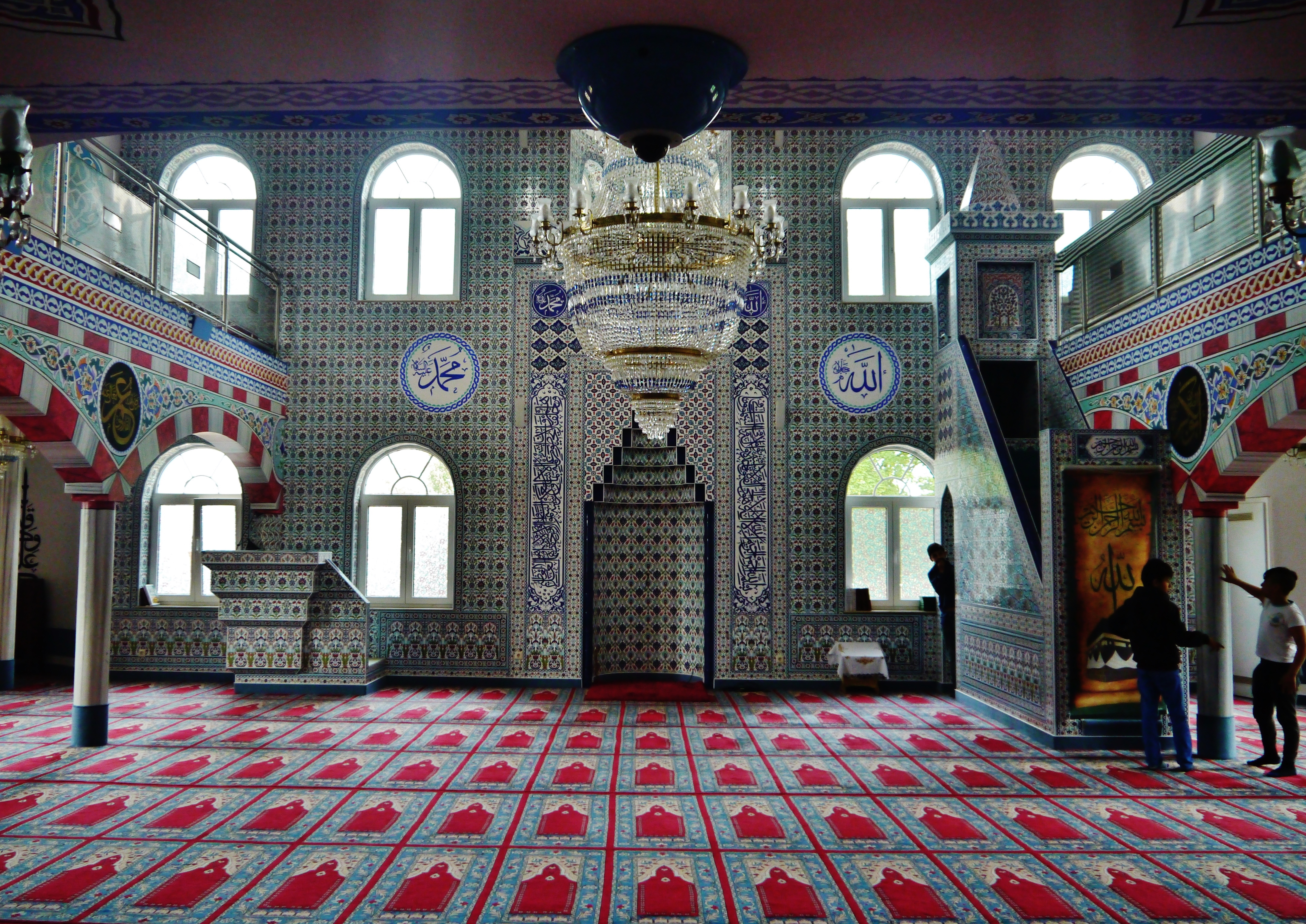
Gebetsraum

Die Centrum-Moschee in Rendsburg wurde 2008 als Moscheeverein der IGMG eröffnet und ist Mitglied im Bündnis der Islamischen Gemeinden in Norddeutschland.
Die Moschee aus gelbem und weißem Backstein vereint sowohl orientalische Stilelemente als auch Anklänge an die norddeutsche Backsteinarchitektur. Der Bau hat eine Kuppel mit acht Metern Durchmesser und zwei Minarette mit je 26 Metern Höhe.
Der Gebetsraum fasst 200 Gläubige, die Frauen-Empore weitere 100.
Das Grundstück wurde 1998 gekauft, die Grundsteinlegung erfolgte 1999. Mit erheblicher Eigenarbeit soll die Moscheegemeinde die Baukosten auf 800.000 Euro begrenzt haben. Die Eröffnung der Moschee fand am 9. Oktober 2009 statt; zu den Rednern bei der offiziellen Eröffnungsfeier gehörte auch der damalige schleswig-holsteinische Ministerpräsident Peter Harry Carstensen. Sie ist seitdem die größte Moschee in Schleswig-Holstein und nach der Bremer Fatih-Moschee die größte in Norddeutschland. Außer dem 150 Quadratmeter großen Gebetsraum besitzt die Moschee ein Jugendlokal, einen Versammlungsraum, Unterrichtsräume, eine Kinderkrippe sowie einen Raum für die Totenwaschung samt Kühlkammer. Die Rendsburger Centrum-Moschee hat große Schwierigkeiten, einen Imam zu finden, der dauerhaft diese Funktion ausführen kann. Da die Imame direkt aus der Türkei durch den Verband DITIB entsendet werden, wechseln diese ständig. Der letzte feste Imam war Hamdi Uygun, der aufgrund aufenthaltsrechtlicher Probleme im April 2010 wieder in die Türkei zurückgekehrt ist. Zurzeit ist die Centrum-Moschee ohne fest besetzte Imamfunktion. Für die Freitagsgebete stehen Imame aus Hamburg bereit.
Der Verein „Islamisches Zentrum e. V.“ in Rendsburg (IZR) steht in Zusammenhang mit der Islamischen Gemeinschaft Milli Görüs (IGMG), die lange Jahre Beobachtungsobjekt des Verfassungsschutzes war. 2010 wollte der damalige schleswig-holsteinische Innenminister Klaus Schlie beobachten lassen, ob die Rendsburger Moschee künftig eine zentrale Position innerhalb der IGMG-Gemeinden in Schleswig-Holstein und im norddeutschen Raum einnehmen würde. Inzwischen wurde die Beobachtung durch den Verfassungsschutz eingestellt.